# نظام غذائي قلوي

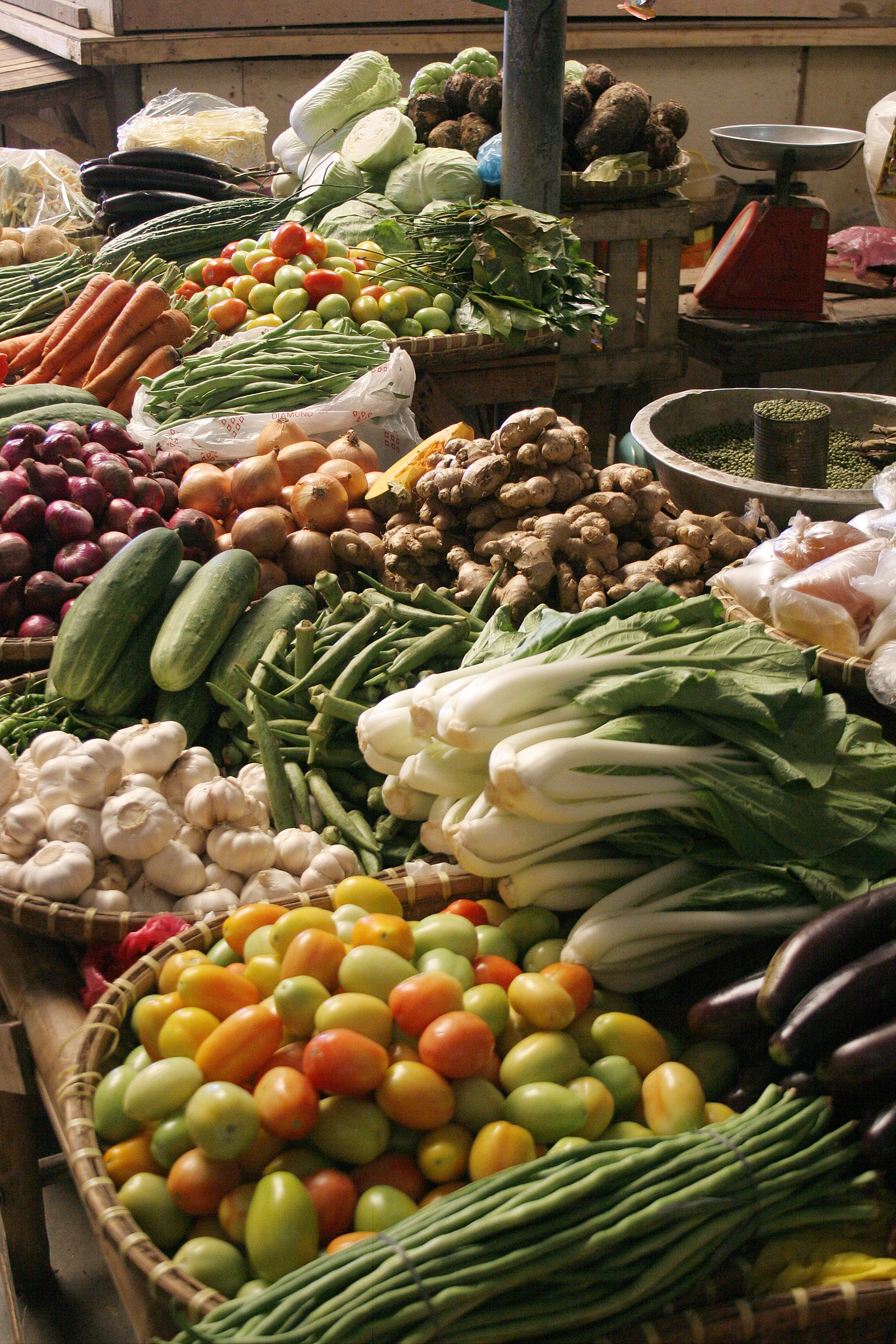
الأوراق الخضراء، الثوم والخضراوات هي الأجزاء الرئيسية للنظام الغذائي القلوي.

النظام الغذائي القلوي (أيضا يعرف بالنظام الغذائي المنتج للقلويات، النظام الغذائي القلوي الحمضي، النظام الغذائي المنتج للحموضة والنظام الغذائي الحمضي) يصف مجموعة مترابطة من الوجبات الغذائية اعتمادا على التأثير الناتج من بعض الأطعمة التي تأثر على الحموضة ومعامل درجة الحموضة لسوائل الجسم، متضمنة البول والدم. وأيضا بالإمكان أن تستخدم لعلاج أو منع بعض الأمراض. نظرا لقلة الدراسات الداعمة لفوائد النظام الغذائي القلوي، فإنه في العادة لا ينصح باستهلاكه من قبل أخصائيي التغذية، بالإضافة إلي ممارسي المهنة الطبية. إن العلاقة بين النظام الغذائي والتوازن الحمضي القلوي، أو تنظيم الحالة الحمضية القلوية للجسم، تمت دراستها لعقود من الزمن، مع أن الجزء الأكبر من هذه الدراسات والأبحاث تركزت حول تغيير حمضية البول.هذا النظام الغذائي قام بالتركيز على تجنب اللحوم،الدواجن, الأجبان والحبوب للتوصل إلى جعل البول أكثر قلوية ( رفع معدل درجة الحموضة), لتغيير بيئة البول لمحاولة منع التهاب المسالك البولية وحصوات الكلى. على أي حال، الصعوبات في التنبؤ في تأثير هذا النظام الغذائي أدى إلى الاعتماد على الأدوية بشكل أكبر في تغيير حموضة البول عوضا عن تعديل النظام الغذائي. فرضية النظام الغذائي المنتج للحموضة يعتبر عامل خطر مسبب لهشاشة العظام مدعوما بعدة أبحاث علمية تم نشرها، لكن مؤخرا الأدلة العلمية الحالية غير كافية لإثبات هذه الفرضية.
مصطلح ( النظام الغذائي القلوي) أصبح يستخدم من قبل ممارسو الطب البديل مع فرضية أن هذا النظام الغذائي قد يساعد على معالجة أو منع السرطان وأمراض القلب وعدة أمراض أخرى. هذه الفرضيات غير مدعومة بالأدلة الطبية مما يؤدي إلى ادعاءات بشأن عدم صحة تأثير النظام الغذائي القلوي على علم وظائف أعضاء الإنسان.

## النواحي الطبية

### تركيب النظام الغذائي
اعتمادا على النظرية التقليدية بخصوص هذا النظام الغذائي، الأحماض غالبا ما تنتج عن طريق اللحوم، الدواجن، الأجبان،الأسماك، البيض الإضافة إلى حبوب القمح. أما بخصوص القلويات فإنها تنتج عن طريق الفواكه والخضراوات، مع وجود بعض الإستثناءات، مثل التوت البري، الخوخ والبرقوق. بما أن هضم الأحماض والقلويات المنتجة يعتمد على ما يتبقى من حرق الغذاء وليس على درجة حموضة الطعام نفسه، بعض الأطعمة مثل الحمضيات والتي تعتبر بشكل عام حمضية تعتبر في الواقع منتجة للقلويات في الغذاء.

### النظريات الحالية
لقد تم افتراض أن الأغذية مرتفعة الحموضة (المنتجة للأحماض) ستجعل الجسم يبدأ بمعادلة أي أحماض إضافية في الجسم عن طريق تفتيت العظام، مما سيقود إلى إضعاف العظام ويزيد من احتمالية الإصابة بهشاشة العظام. من الناحية الأخرى، تم افتراض أن الأغذية المنتجة للقلويات ستقوم بتقليل احتمالية الإصابة بهشاشة العظام. هذه الفرضية تطورت ضد ماتقولهأكاديمية التغذية الأميريكية، في منشور خاص بالأكاديمية الأميريكية الوطنية للعلوم، بالإضافة إلى منشورات علمية، والتي قالت أن الأطعمة التي تحتوي على البوتاسيوم والمغنيسيوم مثل الفواكه والخضراوات قد تقلل احتمالية الإصابة بهشاشة العظام عن طريق زيادة إنتاج القلويات. على أي حال، هذا القبول من المنشورات لهذه النظرية كعامل خطر أساسي لهشاشة العظام (عامل خطر قابل للتغيير) تم على الأغلب بدون مراجعة دقيقة من خلال تحليل منهجي عالي الجودة.
المراجعات المنهجية الحديثه والتي قامت بتحليل الأدلة العلمية بطريقة منهجية، لم تجد أي دليل كافي لدعم هذه النظرية وعلاقتها بمنع هشاشة العظام. تحليل تجميعي للدراسات على تأثير وجود الفوسفات في النظام الغذائي خالف النتائج المتوقعة لهذه النظرية مع أخذ وجود الكالسيوم في البول بالإضافة إلى عمليات الأيض في العظام بالحسبان. هذه النتيجة تقترح أن استخدام هذا النظام الغذائي ليس مبرر لخسارة الكالسيوم. 
هناك تحاليل تجميعية أخرى قامت بالبحث عن تأثير تناول نظام غذائي مرتفع الحموضة لم تجد أيضا أي دليل أن زيادة تناول غذاء عالي الحموضة يزيد احتمالية الإصابة بهشاشة العظام كما كان متوقع في هذة النظرية. أحد المراجعات ألقت نظرة على تأثير تناول منتجات الألبان، والتي تم افتراض أنها تزيد حموضة الجسم عن طريق الفسفوتات والبروتينات الموجودة في مكوناتها. هذه المراجعة لم تجد أي دليل كافي لإثبات أن الألبان تزيد الحموضة أو  انها قد تزيد فرص الإصابة بهشاشة العظام.
لقد تم تخمين أن هذا النظام الغذائي قد يسبب تلف للعضلات و عمليات أيضية لهرمون النمو آلام الظهر، مع انه لايوجد دليل حاسم لتأكيد هذه النظريات. بالنسبة إلى كبار السن، تأثير النظام القلوي على الصحة العامة قد يستحق النظر فيه، مع أنه لايوجد إلا أدلة علمية قليلة في هذه الجزئية.

## الطب البديل
ممارسو الطب البديل الذين دعموا النظام الغذائي القلوي قد أعزوا استعماله لمعالجة العديد من الحالات الطبية بما فيها السرطان. هذه الفرضيات مبنية على مواقع الانترنت والمجلات والبريد والكتب و كانت موجهة إلى عامة الجمهور.هذه الفرضيات افترضت أن الغذاء يمكن ان يساعد في زيادة الطاقة ونقصان الوزن ومعالجة السرطان وأمراض القلب ولكن هذه الافتراضات لم تكن مبنية على البراهين. بالإضافة إلى تجنب اللحوم وبعض البروتينانت فإن هذا النظام الغذائي يحفز على تجنب الأغذية المصنعة، السكر الأبيض والكافيين. هذا النظام الغذائي يتضمن بعض التمرينات والأنظمة الغذائية المكملة أيضا.

### الطب المبني على البراهين
بما أن معامل درجة حموضة دم الإنسان يميل آلي القاعدية، فإن مؤيدوا استخدام النظام الغذائي جعلوا هدفهم هو مماثلة درجة حموضة الدم عن طريق أكل طعام قلوي. هؤلاء المؤيدون افترضوا ان تناول نظام غذائي يحتوي على كميات عالية من الأحماض يزيد من الإصابة بالأمراض. هذه الفرضية التي تنص على ان الغذاء يغير معامل حموضة الدم متناقضة مع ما نعرفه عن كيميائة الإنسان. وقد صنفها المعهد الأمريكي لأبحاث السرطان على انها خرافة. على غرار درجة حموضة البول، فان تناول غذاء قلوي اختياريا لا يغير درجة حموضة الدم بصورة مستمرة، ولا يحقق النتائج الطبية المزعومة. سبب ثبات درجة حموضة الدم بعد تناول طعام قلوي هو وجود وظائف منظمة لا تتطلب نوع مخصص من الغذاء. ولذلك فأن تناول نظام غذائي قلوي سيغير معامل حموضة الدم لفترة لحظية وبسيطة على الأكثر.
أيضا هناك افتراض مشابه افترضه مؤيدوا النظام الغذائي القلوي ينص على ان: السرطان ينمو في وسط حمضي وتناول غذاء قاعدي يغير طبيعة الجسم لتمنع نمو السرطان. وبذلك فهم يتجاهلون الحقيقة العلمية الناصة على ان السرطان هو من ينشئ الوسط الحمضي حوله اثناء نموه. إن النمو السريع للسرطان هو من ينشئ الوسط الحامضي وليس العكس. وهذا الافتراض أيضا يتجاهل معرفة انه نظريا يستحال انشاد بيئة في الجسم بمعدل حموضة اقل. الخطط الغذائية الصارمة كهذه لديها عوامل خطر أكثر من الفوآذد المرجوة لمريض السرطان.
الفوائد الأخرى المقترحة المرجوة من اتباع النظام الغذائي القلوي غير مدعومة بالأدلة العلمية. بالرغم من أنه كان متوقعا من هذا النظام الغذائي أن يرفع الطاقة أو يعالج أمراض القلب والأوعية الدموية، الا أنه ليس هناك أدلة علمية تثبت هذا الكلام. وقد اختار الدكتور روبرت يونق نوع محسن من هذا البرنامج الغذائي لإنقاص الوزن ذاكرا اياه في كتابه (معجزة درجة حموضة الدم). بناءا على أكادمية الغذاء والحمية فإن أجزاء من نظامه الغذائي على سبيل المثال: التركيز على اكل الورقيات الخضراء المليئة بالألياف وممارسة الرياضة داععمة للصحة. ولكن (النظرية الغامضة) التي بنى عليها نظامه، والاعتماد على الأنظمة الغذائية المبنية على الصيام والمكملات الغذائية لا تدعم ان يكون هذا النظام الغذائي نظاما صحيا لإنقاص الوزن. أيضا ليس هنالك دليل على ان النظام الغذائي القلوي يعالج التهاب المفاصل والروماتيزم بفرضية ان الحمض يتسبب لهتين الحالتين.
قياسات حموضة البول واللعاب قد اقترحت كإحدى الدرق لقياس درجة حموضة الجسم، وبالتالي قياس درجة معامل الخطر لأمراض أخرى. ولكن لا يوجد أي ربط بين أدوات قياس حموضة البول المنزلية وحموضة الجسم الفعلية.

## الأعراض الجانبية
لان النظام الغذائي القلوي لا يتضمن بعض المجموعات الغذائية، فانه قد يتسبب في نظام غذائي غير متوازن مما يؤدي إلى نقص المغذيات كالحمض الدهني الاساسي والمغذيات النباتية. العديد من المواقع الاكترونية والكتب داعمين لهذا النوع من النظام الغذائي يوزعون منتجات لهذه المجموعة من الاغذئية وليس من الضروري شراء ايا من منتجاتهم.
الجهد المتطلب من المريض لاتباع هذا النظام الغذائي يعتبر عاليا، لانه يتطلب منه الاستغناء عن العديد من الاغذية الأخرى.

## تاريخ
دور النظام الغذائي وتاثيره على حموضية البول تمت دراسته لعدة عقود،  مثلما درس علماء وظائف الجسم دور الكلية  في طرق الجسم التنظيمية للسيطرة على حموضة سوائل الجسم. عالم الاحياء الفرنسي كلود برنارد قدم الملاحظة التقليدية لهذا التاثير عندما وجد ان تغيير النظام الغذائي للفئران من آكلات للنباتات إلى آكلات للحوم حول البول من قلوي  إلى حمضي. التحقيقات اللاحقة ركزت على الخواص الكيميائية والحموضية لمكونات بقايا الاطعمة المحروقة في مقياس الكالوري الكلي ووصفت كرماد. «فرضية تاثير النظام الغذائي» اقترحت ان هذه الاطعمة عندما يحدث لها عملية الايض تترك تاثير  حمضي أو تاثير  قلوي في الجسم مشابه لتلك التي تتعرض للاكسدة في عملية الإحراق.
علماء التغذية بدؤوا تنقية هذه النظرية في بداية القرن العشرين، مشددين على دور الجزيئات ذات الشحنة السالبة  و الجزيئات ذات الشحنة الموجبة في الغذاء. الانظمة الغذائية المحتوية على كمية كبيرة من الكلور والفوسفات والكبريتات ( جميعها ذات شحنة سالبة ) يفترض انها مكونة احماض، بينما الانظمة الغذائية المحتوية على كمية كبيرة من البوتاسيوم والكالسيوم والماجنيسيوم (جميعها ذات شحنة موجبة ) يفترض انها مكونة قلويات. بينما تحقيقات أخرى كشفت  اطعمة محددة مثل التوت البري والخوخ والبرقوق لديها تثيرات غير عادية معامل درجة حوضة البول. بينما هذه الاغذية  منتجة للقلويات في المختبر وتحتوي على حمض عضوي ضعيف ( حمض الهيبيوريك ) مما اجعل البول أكثر حموضية

### الإستخدامات التاريخية
تاريخيا، التطبيق الطبي لهذا النظام الغذائي ركز بدرجة كبيرة على منع تكرار حصوات الكلية كما يستخدم لمنع تكرار عدوى الجهاز البولي عن طريق الاعتماد على القدرة المعروفة لهذا النظام الغذائي على تغيير معامل حموضة البول. سنين مضت، هذا النظام الغذائي كان يستخدم لتعديل الحموضية للبيئة البولية التي تتكون فيها الحصوات ونظريا قد تساعد في منع تكون الحصوات أو تنمية عدوى الجهاز البولي. بيد ان الطرق التحليلية لحساب تاثيرات الغذاء على معامل حموضة البول لم تكن دقيقة ما عدا في المصطلحات العامة جدا، جاعلة الاستخدام الفعال لهذا النظام الغذائي صعب. وبالتالي فان الادوية التي تستطيع بثقة أكبر تغيير معامل حموضة البول  بدلا من تعديل النظام الغذائي الخيار العلاجي عند محاولة تغيير معامل حموضة البول. بينما اوجدت تحسينات حديثة في معرفة المتغيرات المختلفة الي تستطيع التاثير على افراز الحمض في البول، مستوى المعلومات المطلوب للتنبؤ بمعامل حموضة البول على النظام الغذائي يبقى شاق. الحسابات الدقيقة تحتاج معرفة تفصيلية جدا للمكونات الغذائية لكل وجبة طالما معدل امتصاص العناصر الغذائية  قد يختلف جوهريا من شخص لشخص جاعلا القياس الفعال لمعامل درجة الحموضة غير قابل للاستخدام عمليا.